# Île-d'Houat
Île-d'Houat [ildwat] (bretonsky Houad) je francouzská obec v departementu Morbihan v regionu Bretaň.

## Poloha
Île-d'Houat leží v Atlantském oceánu na stejnojmenném ostrově o délce 3,3 km a šířce 1,5 km.

## Historie
Na rozdíl od ostrova Hoëdic nebyl Houat obydlen v době antiky. V 16. a 17. století o nadvládu nad ostrovem usilovaly Francie, Anglie a Španělsko.
V roce 1815 byly sousedící ostrovy Hoëdic a Houat spojeny do jedné obce Belle-Île, v jejíž čele nestál starosta, ale kněz a obec měla zvláštní správní, právní, náboženský a ekonomický statut. V roce 1891 byla vytvořena klasická obec a proběhly první komunální volby.
V 19. století byly na ostrově vybudovány tři pevnosti na ochranu před Angličany, ale nikdy nebyly využity. Hlavní pevnost se nachází jihozápadně od obce, pevnosti En Tal a Beniguet jsou na západním konci ostrova.
Na ostrově byly postaveny v minulosti tři přístavy. V roce 1824 vznikl Port-Collet, přístav Er Beg na jihu velké pláže vznikl v letech 1915-1916, částečně německými zajatci. V roce 1932 přibylo druhé betonové molo. Původní přístav byl zničen bouří 21. ledna 1951 a už nebyl obnoven. Port Saint-Gildas byl postaven na severním pobřeží v 60. letech jako náhrada za katastrofu z roku 1951.

## Vývoj počtu obyvatel
Počet obyvatel